# Al Williamson
Al Williamson (21 de marzo de 1931 – 12 de junio de 2010) fue un dibujante de cómics estadounidense.

## Biografía
Nació en Nueva York, Estados Unidos, pero vivió su adolescencia y parte de su infancia en Bogotá, Colombia. En 1940 volvió a Nueva York, donde acudió a la Artist's & Illustrators school (luego la School of Art & Design), donde tuvo como profesor a Burne Hogarth, a quien ayudaría en 1948 en las tiras dominicales de Tarzán. Allí conoció a sus amigos Frank Frazetta y Roy G. Krenkel.
En 1948, con 17 años, publica su trabajo en el número 51 de "Heroic Comics", y continuó con trabajos como:
- 'Buster Crabbe' para Eastern Color
- 'John Wayne' y 'Billy the Kid' para Toby

En 1952, con 21 años, Williamson empezó a trabajar para EC Comics, especialmente en sus colecciones de ciencia ficción (Weird Fantasy y Weird Science). Allí era considerado una especie de "hermano pequeño" por sus compañeros, que ya eran padres de familia. Trabajo allí con autores como Frank Frazetta, Roy G. Krenkel (con los que compartía estudio) y Ángelo Torres, hasta 1955. Hizo también trabajos para otras editoriales, como la Charlton, Dell o Prize.
Tras el cierre de la EC, trabajó principalmente para Atlas (la que luego sería Marvel Comics) haciendo historias del oeste, aventuras, horror, etc. También trabajó para ACG o Prize, donde colaboró con Jack Kirby y Joe Simon. La crisis le obligó a trabajar como ayudante de otros, como John Prentice en la tira Rip Kirby (una de sus favoritas, aunque no apareció acreditado hasta 1964) o la de Dan Flagg. También hizo unas páginas de prueba para una posible tira dominical de Modesty Blaise.
En 1964 empezó a hacer historias para las revistas en blanco y negro de James Warren, Creepy y Eerie, pero acabó abandonándolas, junto con la mayoría de sus compañeros, ante los continuos retrasos en el pago de los salarios.
Trabajó brevemente en la versión en comic-book de Flash Gordon publicada por King Features, hoy muy apreciada por los coleccionistas. En 1967, se hizo cargo de la popular tira diaria de Agente secreto X-9 (con guiones de Archie Goodwin), que retitularon entonces "Agente secreto Corrigan", y que seguiría haciendo hasta 1980.
Hizo la adaptación en una miniserie de 3 números de la película Flash Gordon de Dino De Laurentiis. Más tarde, a petición de George Lucas, se hizo cargo de la tira de La guerra de las galaxias, sustituyendo a Russ Manning; también hizo varios números del cómic book del mismo título de Marvel.
Entintó muchísimos números de Marvel, destacando Spider-Man 2099, Daredevil (la mayoría de los números entre el 237 y el 289) y Spider-Girl, así como las adaptaciones al cómic de Star Wars de Dark Horse.
En 1995 hizo una miniserie de 2 números sobre Flash Gordon, con guiones de Mark Schultz y, finalmente, en 1999, logra por fin su sueño cuando Jim Keefe, autor regular de Flash Gordon pide su ayuda con la tira y lo acredita como "ayudante de dibujante".

## Premios
- 1966: National Cartoonist Society al mejor cómic book.
- 1966: Premio Alley al mejor trabajo a lápiz.
- Finalista para el Jack Kirby Hall of Fame en 1990, 1991 y 1992.
- 1991: Premio Eisner al mejor entintador por su trabajo en la miniserie de Epic Comics Atomic Age y otros.
- 1992: Premio Haxtur al "Autor que amamos" (Salón Internacional del Cómic del Principado de Asturias)